# タラッパン運動

タラッパン運動（たらっぱんうんどう、朝鮮語: 다락방운동、多樂房運動　タラッパン伝道運動とも）は、韓国に本部を持つ。聖書的な伝道運動を行う団体とされ、韓国におけるタラッパン伝道運動する教会は、すべて伝統的な改革長老教団に所属し、韓国基督教総連合会（CCK）に所属している。

## 概要
韓国では、改革長老教団に所属しており、プロテスタント教団である大韓イエス教長老会と称して活動している。日本では、『日本イエス教長老会』と称する場合もある。三郷福音教会（レムナント教会）等の運動拠点がある。

## 歴史
（編集中）
- 1987年 - 釜山の長老派の牧師の柳光洙（リュ・ガンス）が始めた。
- 1997年 - 新教団を設立。
- 2011年6月21日 - 大韓イエス教長老会と合同。

この合同に際し、タラッパン側（鄭恩珠：解体時の総会長）は「謙虚に伝道運動（みことば運動）を実践して韓国教会におつかえする」と、また「韓国教会の恩恵で牧師になって伝道運動（みことば運動）をするようになった。過程に物議があって心配をかけるようになって後悔している。小さな力を合わせて謙遜に前途運動（みことば運動）に邁進する」と明言し、さらに「誤った点を指摘してくだされば直して韓国教会の指導を受ける」と、また「不本意ながら心配をかけたことをお詫び致して誤解された部分は徹底的に直す」と付け加えた。
- 2012年12月28日 - 韓国基督教総連合会異端諮問対策委員会より、異端諮問対策委員会専門委員の研究検証の結果と公開聴聞会にわたって審議した結果、異端性がない事を報告を発表する[1]。
- 2013年1月14日 - 韓国基督教総連合会（CCK）よりタラッパン伝道運動が異端性はないとの声明文が発表された[2]。

## 教義
聖書におけるイエスがキリストであるという福音（旧約では、メシア、女の子孫）を軸に神学を形成している。「福音」を受け入れて「伝道」と「宣教」に方向性を合わせることが神様から祝福を受ける道であるといわれている。聖書の中に隠されたキリストの契約「創世記3：15（女の子孫）」「出エジプト3：18（血のいけにえ）」「イザヤ7：14（インマヌエル）」「マタイ16：16（キリストの契約）」を強調している。
- タラッパン運動の伝道教材である『福音の手紙』に「初めての出会い」から「十度目の出会い」で10の段階に分かれて説明してある。
- 人間の根本的の問題を創世記3章の問題【神様から離れた問題、罪の問題（ロマ3:23）サタン問題（ヨハネ8:44）】によりさまざまな問題が始まった。王としてサタンに勝ち、祭司として罪をきよめ、預言者として神に会う道となった主イエス・キリスト（創世記3章15節「女の子孫」）を心に受け入れることで救いを受けて、勝利の人生を歩むことができると教えている。